# Seznam dílů seriálu Riverdale
Toto je seznam dílů seriálu Riverdale. Americký mysteriózně-dramatický seriál Riverdale vysílá americká stanice The CW od roku 2017. Dosud bylo odvysíláno 111 dílů seriálu.

## Přehled řad
| Řada | Díly          | Premiéra v USA     | Premiéra v USA  |
| Řada | Díly          | První díl          | Poslední díl    |
| ---- | ------------- | ------------------ | --------------- |
| 1    | 13            | 26. ledna 2017     | 11. května 2017 |
| 2    | 22            | 11. října 2017     | 16. května 2018 |
| 3    | 22            | 10. října 2018     | 15. května 2019 |
| 4    | 19            | 9. října 2019      | 6. května 2020  |
| 5    | 19            | 20. ledna 2021     | 6. října 2021   |
| 6    | 16            | 16. listopadu 2021 | 29. května 2022 |
| 7    | bude oznámeno | bude oznámeno      | bude oznámeno   |

## Seznam dílů

### První řada (2017)
| Č. v seriálu | Č. v řadě | Původní název                               | Český název                               | Režie              | Scénář                                | Premiéra v USA  |
| ------------ | --------- | ------------------------------------------- | ----------------------------------------- | ------------------ | ------------------------------------- | --------------- |
| 1            | 1         | Chapter One: The River's Edge               | Kapitola 1: Říční břeh                    | Lee Toland Krieger | Roberto Aguirre-Sacasa                | 26. ledna 2017  |
| 2            | 2         | Chapter Two: A Touch of Evil                | Kapitola 2: Dotek zla                     | Lee Toland Krieger | Roberto Aguirre-Sacasa                | 2. února 2017   |
| 3            | 3         | Chapter Three: Body Double                  | Kapitola 3: Dublér                        | Lee Toland Kreiger | Yolonda E. Lawrence                   | 9. února 2017   |
| 4            | 4         | Chapter Four: The Last Picture Show         | Kapitola 4: Poslední představení          | Mark Piznarski     | Michael Grassi                        | 16. února 2017  |
| 5            | 5         | Chapter Five: Heart of Darkness             | Kapitola 5: Jádro temnoty                 | Jesse Warn         | Ross Maxwell                          | 23. února 2017  |
| 6            | 6         | Chapter Six: Faster, Pussycats! Kill! Kill! | Kapitola 6: Opřete se do toho, Pussycats! | Steven A. Adelson  | Tessa Leigh Williams a Nicholas Zwart | 2. března 2017  |
| 7            | 7         | Chapter Seven: In a Lonely Place            | Kapitola 7: Opuštěné místo                | Allison Anders     | Aaron Allen                           | 9. března 2017  |
| 8            | 8         | Chapter Eight: The Outsiders                | Kapitola 8: Outsideři                     | David Katzenberg   | Julia Cohen                           | 30. března 2017 |
| 9            | 9         | Chapter Nine: La Grande Illusion            | Kapitola 9: Velká iluze                   | Lee Rose           | James DeWille                         | 6. dubna 2017   |
| 10           | 10        | Chapter Ten: The Lost Weekend               | Kapitola 10: Ztracený víkend              | Dawn Wilkinson     | Britta Lundin a Brian E. Paterson     | 13. dubna 2017  |
| 11           | 11        | Chapter Eleven: To Riverdale and Back Again | Kapitola 11: Do Riverdale a zase zpátky   | Kevin Sullivan     | Roberto Aguirre-Sacasa                | 27. dubna 2017  |
| 12           | 12        | Chapter Twelve: Anatomy of a Murder         | Kapitola 12: Anatomie vraždy              | Rob Seidenglanz    | Michael Grassi                        | 4. května 2017  |
| 13           | 13        | Chapter Thirteen: The Sweet Hereafter       | Kapitola 13: Sladké a tak dále            | Lee Toland Krieger | Roberto Aguirre-Sacasa                | 11. května 2017 |

### Druhá řada (2017–2018)
| Č. v seriálu | Č. v řadě | Původní název                                    | Český název                                     | Režie             | Scénář                                   | Premiéra v USA     |
| ------------ | --------- | ------------------------------------------------ | ----------------------------------------------- | ----------------- | ---------------------------------------- | ------------------ |
| 14           | 1         | Chapter Fourteen: A Kiss Before Dying            | Kapitola 14: Polibek před smrtí                 | Rob Seidenglanz   | Roberto Aguirre-Sacasa                   | 11. října 2017     |
| 15           | 2         | Chapter Fifteen: Nighthawks                      | Kapitola 15: Noční dravci                       | Allison Anders    | Michael Grassi                           | 18. října 2017     |
| 16           | 3         | Chapter Sixteen: The Watcher in the Woods        | Kapitola 16: Potají v lese                      | Kevin Sullivan    | Ross Maxwell                             | 25. října 2017     |
| 17           | 4         | Chapter Seventeen: The Town That Dreaded Sundown | Kapitola 17: Město, které se bálo západu slunce | Jason Stone       | Amanda Lasher                            | 1. listopadu 2017  |
| 18           | 5         | Chapter Eighteen: When a Stranger Calls          | Kapitola 18: Když zavolá neznámé číslo          | Ellen Pressman    | Aaron Allen                              | 8. listopadu 2017  |
| 19           | 6         | Chapter Nineteen: Death Proof                    | Kapitola 19: Důkaz                              | Maggie Kiley      | Tessa Leigh Williams a Arabella Anderson | 15. listopadu 2017 |
| 20           | 7         | Chapter Twenty: Tales from the Darkside          | Kapitola 20: Vzkazy z Temné strany              | Dawn Wilkinson    | James DeWille                            | 29. listopadu 2017 |
| 21           | 8         | Chapter Twenty-One: House of the Devil           | Kapitola 21: Ďábelský dům                       | Kevin Sullivan    | Yolonda E. Lawrence                      | 6. prosince 2017   |
| 22           | 9         | Chapter Twenty-Two: Silent Night, Deadly Night   | Kapitola 22: Tichá noc, strašná noc             | Rob Seidenglanz   | Shepard Boucher                          | 13. prosince 2017  |
| 23           | 10        | Chapter Twenty-Three: The Blackboard Jungle      | Kapitola 23: Školní džungle                     | Tim Hunter        | Britta Lundin a Brian E. Paterson        | 17. ledna 2018     |
| 24           | 11        | Chapter Twenty-Four: The Wrestler                | Kapitola 24: Zápasník                           | Gregg Araki       | Greg Murray a Devon Turner               | 24. ledna 2018     |
| 25           | 12        | Chapter Twenty-Five: The Wicked and the Divine   | Kapitola 25: Mizerové a svatoušci               | Rachel Talalay    | Roberto Aguirre-Sacasa                   | 31. ledna 2018     |
| 26           | 13        | Chapter Twenty-Six: The Tell-Tale Heart          | Kapitola 26: Zlomené srdce                      | Julie Plec        | Michael Grassi                           | 7. února 2018      |
| 27           | 14        | Chapter Twenty-Seven: The Hills Have Eyes        | Kapitola 27: Hory mají oči                      | David Katzenberg  | Ross Maxwell                             | 7. března 2018     |
| 28           | 15        | Chapter Twenty-Eight: There Will Be Blood        | Kapitola 28: Až na krev                         | Mark Piznarski    | Aaron Allen                              | 14. března 2018    |
| 29           | 16        | Chapter Twenty-Nine: Primary Colors              | Kapitola 29: Primární barvy                     | Sherwin Shilati   | James DeWille                            | 21. března 2018    |
| 30           | 17        | Chapter Thirty: The Noose Tightens               | Kapitola 30: Smyčka se utahuje                  | Alexis Ostrander  | Britta Lundin a Brian E. Paterson        | 28. března 2018    |
| 31           | 18        | Chapter Thirty-One: A Night to Remember          | Kapitola 31: Nezapomenutelná noc                | Jason Stone       | Arabella Anderson a Tessa Leigh Williams | 18. dubna 2018     |
| 32           | 19        | Chapter Thirty-Two: Prisoners                    | Kapitola 32: Vězni                              | Jennifer Phang    | Cristine Chambers                        | 25. dubna 2018     |
| 33           | 20        | Chapter Thirty-Three: Shadow of a Doubt          | Kapitola 33: Stín pochybnosti                   | Gregory Smith     | Yolonda E. Lawrence                      | 2. května 2018     |
| 34           | 21        | Chapter Thirty-Four: Judgment Night              | Kapitola 34: Soudná noc                         | Cherie Nowlan     | Shepard Boucher                          | 9. května 2018     |
| 35           | 22        | Chapter Thirty-Five: Brave New World             | Kapitola 35: Překrásný nový svět                | Steven A. Adelson | Roberto Aguirre-Sacasa                   | 16. května 2018    |

### Třetí řada (2018–2019)
| Č. v seriálu | Č. v řadě | Původní název                                       | Český název                           | Režie              | Scénář                                   | Premiéra v USA     |
| ------------ | --------- | --------------------------------------------------- | ------------------------------------- | ------------------ | ---------------------------------------- | ------------------ |
| 36           | 1         | Chapter Thirty-Six: Labor Day                       | Kapitola 36: „Svátek práce“           | Kevin Sullivan     | Roberto Aguirre-Sacasa                   | 10. října 2018     |
| 37           | 2         | Chapter Thirty-Seven: Fortune and Men's Eyes        | Kapitola 37: „Štěstěna a lidé“        | Jeff Woolnough     | Michael Grassi                           | 17. října 2018     |
| 38           | 3         | Chapter Thirty-Eight: As Above, So Below            | Kapitola 38: „Jak nahoře, tak dole“   | Jeff Hunt          | Aaron Allen                              | 24. října 2018     |
| 39           | 4         | Chapter Thirty-Nine: The Midnight Club              | Kapitola 39: „Půlnoční klub“          | Dawn Wilkinson     | Tessa Leigh Williams                     | 7. listopadu 2018  |
| 40           | 5         | Chapter Forty: The Great Escape                     | Kapitola 40: „Velký únik“             | Pamela Romanowsky  | Greg Murray a Ace Hasan                  | 14. listopadu 2018 |
| 41           | 6         | Chapter Forty-One: Manhunter                        | Kapitola 41: „Lovec lidí“             | Rachel Talalay     | Cristine Chambers                        | 28. listopadu 2018 |
| 42           | 7         | Chapter Forty-Two: The Man in Black                 | Kapitola 42: „Muž v černém“           | Alex Pillai        | Janine Salinas Schoenberg                | 5. prosince 2018   |
| 43           | 8         | Chapter Forty-Three: Outbreak                       | Kapitola 43: „Vzplanutí“              | John Kretchmer     | James DeWille                            | 12. prosince 2018  |
| 44           | 9         | Chapter Forty-Four: No Exit                         | Kapitola 44: „Není úniku“             | Jeff Hunt          | Arabella Anderson                        | 16. ledna 2019     |
| 45           | 10        | Chapter Forty-Five: The Stranger                    | Kapitola 45: „Cizinec“                | Maggie Kiley       | Brian E. Paterson                        | 23. ledna 2019     |
| 46           | 11        | Chapter Forty-Six: The Red Dahlia                   | Kapitola 46: „Červená jiřina“         | Greg Smith         | Devon Turner a Will Ewing                | 30. ledna 2019     |
| 47           | 12        | Chapter Forty-Seven: Bizarrodale                    | Kapitola 47: „Bizarrodale“            | Harry Jierjian     | Britta Lundin                            | 6. února 2019      |
| 48           | 13        | Chapter Forty-Eight: Requiem for a Welterweight     | Kapitola 48: „Rekviem za boxera“      | Tawnia McKiernan   | Michael Grassi                           | 27. února 2019     |
| 49           | 14        | Chapter Forty-Nine: Fire Walk with Me               | Kapitola 49: „Ohni, se mnou pojď“     | Marisol Adler      | Aaron Allen                              | 6. března 2019     |
| 50           | 15        | Chapter Fifty: American Dreams                      | Kapitola 50: „Americké sny“           | Gabriel Correa     | Roberto Aguirre-Sacasa                   | 13. března 2019    |
| 51           | 16        | Chapter Fifty-One: Big Fun                          | Kapitola 51: „Ohromná zábava“         | Maggie Kiley       | Tessa Leigh Williams                     | 20. března 2019    |
| 52           | 17        | Chapter Fifty-Two: The Master                       | Kapitola 52: „Přepadení“              | Pamela Romanowsky  | Greg Murray a Ace Hasan                  | 27. března 2019    |
| 53           | 18        | Chapter Fifty-Three: Jawbreaker                     | Kapitola 53: „Trhák“                  | Gabriel Correa     | Brian E. Patterson a Arabella Anderson   | 17. dubna 2019     |
| 54           | 19        | Chapter Fifty-Four: Fear the Reaper                 | Kapitola 54: „Ze smrti jde strach“    | Alexandra La Roche | Janine Salinas Schoenberg a Will Ewing   | 24. dubna 2019     |
| 55           | 20        | Chapter Fifty-Five: Prom Night                      | Kapitola 55: „Ples“                   | David Katzenberg   | Britta Lundin a Devon Turner             | 1. května 2019     |
| 56           | 21        | Chapter Fifty-Six: The Dark Secret of Harvest House | Kapitola 56: „Tajemství temného domu“ | Rob Seidenglanz    | Cristine Chambers a James DeWille        | 8. května 2019     |
| 57           | 22        | Chapter Fifty-Seven: Survive the Night              | Kapitola 57: „Přežít noc“             | Rachel Talalay     | Roberto Aguierra-Sacasa a Michael Grassi | 15. května 2019    |

### Čtvrtá řada (2019–2020)
| Č. v seriálu | Č. v řadě | Původní název                                    | Český název                                 | Režie             | Scénář                             | Premiéra v USA     |
| ------------ | --------- | ------------------------------------------------ | ------------------------------------------- | ----------------- | ---------------------------------- | ------------------ |
| 58           | 1         | Chapter Fifty-Eight: In Memoriam                 | Kapitola 58: „In memoriam“                  | Gabriel Correa    | Roberto Aguirre-Sacasa             | 9. října 2019      |
| 59           | 2         | Chapter Fifty-Nine: Fast Times at Riverdale High | Kapitola 59: „Zlaté časy na Riverdale High“ | Pamela Romanowsky | Michael Grassi a Will Ewing        | 16. října 2019     |
| 60           | 3         | Chapter Sixty: Dog Day Afternoon                 | Kapitola 60: „Líné odpoledne“               | Greg Smith        | Ace Hasan a Greg Murray            | 23. října 2019     |
| 61           | 4         | Chapter Sixty-One: Halloween                     | Kapitola 61: „Halloween“                    | Erin Feeley       | Janine Salinas Schoenberg          | 30. října 2019     |
| 62           | 5         | Chapter Sixty-Two: Witness for the Prosecution   | Kapitola 62: „Svědek obžaloby“              | Harry Jierjian    | Devon Turner                       | 6. listopadu 2019  |
| 63           | 6         | Chapter Sixty-Three: Hereditary                  | Kapitola 63: „Dědictví“                     | Gabriel Correa    | James DeWille                      | 13. listopadu 2019 |
| 64           | 7         | Chapter Sixty-Four: The Ice Storm                | Kapitola 64: „Ledová bouře“                 | Alex Pillai       | Arabella Anderson                  | 20. listopadu 2019 |
| 65           | 8         | Chapter Sixty-Five: In Treatment                 | Kapitola 65: „V péči“                       | Michael Goi       | Tessa Leigh Williams               | 4. prosince 2019   |
| 66           | 9         | Chapter Sixty-Six: Tangerine                     | Kapitola 66: „Mandarinka“                   | Gabriel Correa    | Brian E. Paterson                  | 11. prosince 2019  |
| 67           | 10        | Chapter Sixty-Seven: Varsity Blues               | Kapitola 67: „Týmová depka“                 | Roxanne Benjamin  | Aaron Allen                        | 22. ledna 2020     |
| 68           | 11        | Chapter Sixty-Eight: Quiz Show                   | Kapitola 68: „Kvízová show“                 | Chell Stephen     | Ted Sullivan                       | 29. ledna 2020     |
| 69           | 12        | Chapter Sixty-Nine: Men of Honor                 | Kapitola 69: „Čestní muži“                  | Catriona McKenzie | Ariana Jackson                     | 5. února 2020      |
| 70           | 13        | Chapter Seventy: The Ides of March               | Kapitola 70: „Březnový úplněk“              | Claudia Yarmy     | Chrissy Maroon a Evan Kyle         | 12. února 2020     |
| 71           | 14        | Chapter Seventy-One: How to Get Away with Murder | Kapitola 71: „Vražedná práva“               | James DeWille     | Arabella Anderson                  | 26. února 2020     |
| 72           | 15        | Chapter Seventy-Two: To Die For                  | Kapitola 72: „Stojí za to zemřít“           | Shannon Kohli     | Roberto Aguirre-Sacasa             | 4. března 2020     |
| 73           | 16        | Chapter Seventy-Three: The Locked Room           | Kapitola 73: „Zamčený pokoj“                | Tessa Blake       | Aaron Allen                        | 11. března 2020    |
| 74           | 17        | Chapter Seventy-Four: Wicked Little Town         | Kapitola 74: „Zkažené městečko“             | Antonio Negret    | Tessa Leigh Williams               | 15. dubna 2020     |
| 75           | 18        | Chapter Seventy-Five: Lynchian                   | Kapitola 75: „Lynchovina“                   | Steven A. Adelson | Ariana Jackson a Brian E. Paterson | 29. dubna 2020     |
| 76           | 19        | Chapter Seventy-Six: Killing Mr. Honey           | Kapitola 76: „Jak zabít pana Honeyho“       | Mädchen Amick     | Ted Sullivan a James DeWille       | 6. května 2020     |

### Pátá řada (2021)
| Č. v seriálu | Č. v řadě | Původní název                                   | Český název                           | Režie               | Scénář                                   | Premiéra v USA  |
| ------------ | --------- | ----------------------------------------------- | ------------------------------------- | ------------------- | ---------------------------------------- | --------------- |
| 77           | 1         | Chapter Seventy-Seven: Climax                   | Kapitola 77: „Vyvrcholení“            | Pamela Romanowsky   | Ace Hasan a Greg Murray                  | 20. ledna 2021  |
| 78           | 2         | Chapter Seventy-Eight: The Preppy Murders       | Kapitola 78: „Noblesní vraždy“        | Gabriel Correa      | Janine Salinas Schoenberg a Devon Turner | 27. ledna 2021  |
| 79           | 3         | Chapter Seventy-Nine: Graduation                | Kapitola 79: „Konec školy“            | Gabriel Correa      | Roberto Aguirre-Sacasa                   | 3. února 2021   |
| 80           | 4         | Chapter Eighty: Purgatorio                      | Kapitola 80: „Očistec“                | Steve A. Adelson    | Roberto Aguirre-Sacasa                   | 10. února 2021  |
| 81           | 5         | Chapter Eighty-One: The Homecoming              | Kapitola 81: „Zpátky doma“            | Steve A. Adelson    | Michael Grassi                           | 17. února 2021  |
| 82           | 6         | Chapter Eighty-Two: Back to School              | Kapitola 82: „Zpátky do školy“        | Gabriel Correa      | Ariana Jackson                           | 24. února 2021  |
| 83           | 7         | Chapter Eight-Three: Fire in the Sky            | Kapitola 83: „Ohnivé nebe“            | Gabriel Correa      | Ted Sullivan                             | 10. března 2021 |
| 84           | 8         | Chapter Eighty-Four: Lock & Key                 | Kapitola 84: „Zámek a klíč“           | Rachel Talalay      | Arabella Anderson                        | 17. března 2021 |
| 85           | 9         | Chapter Eighty-Five: Destroyer                  | Kapitola 85: „Ničitel“                | Rob Seidenglanz     | Ace Hasan                                | 24. března 2021 |
| 86           | 10        | Chapter Eighty-Six: The Pincushion Man          | Kapitola 86: „Pan Jehelníček“         | Gabriel Correa      | Chrissy Maroon                           | 31. března 2021 |
| 87           | 11        | Chapter Eighty-Seven: Strange Bedfellows        | Kapitola 87: „Podivné spojenectví“    | Tessa Blake         | Aaron Allen                              | 11. srpna 2021  |
| 88           | 12        | Chapter Eighty-Eight: Citizen Lodge             | Kapitola 88: „Občan Lodge“            | James DeWille       | Brian E. Paterson                        | 18. srpna 2021  |
| 89           | 13        | Chapter Eighty-Nine: Reservoir Dogs             | Kapitola 89: „Tajná akce“             | Gabriel Correa      | Evan Kyle                                | 25. srpna 2021  |
| 90           | 14        | Chapter Ninety: The Night Gallery               | Kapitola 90: „Noční galerie“          | Mädchen Amick       | James DeWille                            | 1. září 2021    |
| 91           | 15        | Chapter Ninety-One: The Return of the Pussycats | Kapitola 91: „Pussycats“              | Robin Givens        | Ariana Jackson a Evan Kyle               | 8. září 2021    |
| 92           | 16        | Chapter Ninety-Two: Band of Brothers            | Kapitola 92: „Bratrstvo neohrožených“ | Robin Givens        | Janine Salinas Schoenberg                | 15. září 2021   |
| 93           | 17        | Chapter Ninety-Three: Dance of Death            | Kapitola 93: „Tanec smrti“            | Nathalie Boltt      | Devon Turner                             | 22. září 2021   |
| 94           | 18        | Chapter Ninety-Four: Next to Normal             | Kapitola 94: „Téměř normální“         | Ronald Paul Richard | Tessa Leigh Williams                     | 29. září 2021   |
| 95           | 19        | Chapter Ninety-Five: RIVERDALE: RIP (?)         | Kapitola 95: „Riverdale: RIP(?)“      | Gabriel Correa      | Roberto Aguirre-Sacasa a Greg Murray     | 6. října 2021   |

### Šestá řada (2021–2022)
| Č. v seriálu | Č. v řadě | Původní název                                                 | Režie           | Scénář                            | Premiéra v USA     |
| ------------ | --------- | ------------------------------------------------------------- | --------------- | --------------------------------- | ------------------ |
| 96           | 1         | Chapter Ninety-Six: Welcome to Rivervale                      | Gabriel Correa  | Roberto Aguirre-Sacasa            | 16. listopadu 2021 |
| 97           | 2         | Chapter Ninety-Seven: Ghost Stories                           | Gabriel Correa  | Janine Salinas Schoenberg         | 23. listopadu 2021 |
| 98           | 3         | Chapter Ninety-Eight: Mr. Cypher                              | Jeff Woolnough  | Greg Murray                       | 30. listopadu 2021 |
| 99           | 4         | Chapter Ninety-Nine: The Witching Hour(s)                     | James DeWille   | Arabella Anderson                 | 7. prosince 2021   |
| 100          | 5         | Chapter One Hundred: The Jughead Paradox                      | Gabriel Correa  | Roberto Aguirre-Sacasa            | 14. prosince 2021  |
| 101          | 6         | Chapter One Hundred and One: UNBELIEVABLE                     | James DeWille   | James DeWille                     | 20. března 2022    |
| 102          | 7         | Chapter One Hundred and Two: Death at a Funeral               | Tara Dafoe      | Ted Sullivan                      | 27. března 2022    |
| 103          | 8         | Chapter One Hundred and Three: The Town                       | Rob Seidenglanz | Brian E. Paterson                 | 3. dubna 2022      |
| 104          | 9         | Chapter One Hundred and Four: The Serpent Queen's Gambit      | Antonio Negret  | Danielle Iman                     | 10. dubna 2022     |
| 105          | 10        | Chapter One Hundred and Five: Folk Heroes                     | Gabriel Correa  | Devon Turner                      | 17. dubna 2022     |
| 106          | 11        | Chapter One Hundred and Six: Angels in America                | Claudia Yarmy   | Evan Kyle                         | 24. dubna 2022     |
| 107          | 12        | Chapter One Hundred and Seven: In the Fog                     | Jeff Woolnough  | Chrissy Maroon                    | 1. května 2022     |
| 108          | 13        | Chapter One Hundred and Eight: Ex-Libris                      | Ruba Nadda      | Aaron Allen                       | 8. května 2022     |
| 109          | 14        | Chapter One Hundred and Nine: Venomous                        | Lisa Soper      | Tessa Leigh Williams              | 15. května 2022    |
| 110          | 15        | Chapter One Hundred and Ten: Things That Go Bump in the Night | Gabriel Correa  | Gigi Swift a Ryan Terrebonne      | 22. května 2022    |
| 111          | 16        | Chapter One Hundred and Eleven: Blue Collar                   | Tara Dafoe      | James DeWille a Arabella Anderson | 29. května 2022    |

Dosud bylo odvysíláno 111 dílů seriálu.

### Sedmá řada
Dne 22. března 2022 stanice The CW oznámila, že seriál Riverdale získá sedmou řadu, která má být závěrečná.